# Liste der Abgeordneten zum Oberösterreichischen Landtag (VIII. Wahlperiode)
Diese Liste der Abgeordneten zum Oberösterreichischen Landtag (VIII. Wahlperiode) listet alle Abgeordneten zum Oberösterreichischen Landtag in der VIII. Wahlperiode auf. Die Wahlperiode reichte vom 14. Oktober 1890 bis zum 17. Juni 1895.

## Landtagsabgeordnete
| Name                            | Wählerklasse               | Region                 | Anmerkung                                 |
| ------------------------------- | -------------------------- | ---------------------- | ----------------------------------------- |
| Achleuthner Leonard             | Großer Grundbesitz         |                        |                                           |
| Bahr Alois                      | Städte und Industrialorte  | Linz                   |                                           |
| Baumgartner Cölestin            | Großer Grundbesitz         |                        |                                           |
| Baumgartner Johann              | Landgemeinden              | Wahlbezirk Ried        |                                           |
| Berger Johann                   | Städte und Industrialorte  | Steyr                  |                                           |
| Beurle Karl                     | Städte und Industrialorte  | Linz                   |                                           |
| Blöchl Franz                    | Landgemeinden              | Wahlbezirk Freistadt   | ab 27. Juni 1892 für Heinrich Brandis     |
| Brandis Heinrich                | Landgemeinden              | Wahlbezirk Freistadt   | bis 1892                                  |
| Dierzer von Traunthal Emil      | Handels- und Gewerbekammer |                        |                                           |
| Doblhamer Gregor                | Landgemeinden              | Wahlbezirk Schärding   |                                           |
| Doppelbauer Franz Maria         | Virilstimme                |                        |                                           |
| Doppler Franz                   | Städte und Industrialorte  | Wahlbezirk Enns        |                                           |
| Ebenhoch Alfred                 | Landgemeinden              | Wahlbezirk Rohrbach    |                                           |
| Edlbacher Max                   | Städte und Industrialorte  | Wahlbezirk Kirchdorf   | am 6. August 1893 verstorben              |
| Faigl Johann                    | Landgemeinden              | Wahlbezirk Linz        | ab 26. Jänner 1892 für Sebastian Grubauer |
| Forstner von Billau Karl        | Großer Grundbesitz         |                        |                                           |
| Grubauer Sebastian              | Landgemeinden              | Wahlbezirk Linz        | am 1. Dezember 1891 verstorben            |
| Haertl Camillo                  | Städte und Industrialorte  | Wahlbezirk Urfahr      | ab 14. Juli 1894 für Josef Kaar           |
| Heindl Leopold                  | Städte und Industrialorte  | Wahlbezirk Grein       |                                           |
| Huber Ignaz                     | Landgemeinden              | Wahlbezirk Wels        |                                           |
| Huemer Franz                    | Landgemeinden              | Wahlbezirk Kirchdorf   |                                           |
| Jäger von Waldau Anton          | Großer Grundbesitz         |                        |                                           |
| Kaar Josef                      | Städte und Industrialorte  | Wahlbezirk Urfahr      | am 30. April 1894 verstorben              |
| Kaltenbrunner Alois             | Städte und Industrialorte  | Wahlbezirk Gmunden     |                                           |
| Kränzl Josef                    | Städte und Industrialorte  | Ried                   |                                           |
| Kyrle Eduard                    | Städte und Industrialorte  | Wahlbezirk Schärding   |                                           |
| Lachinger Johann                | Landgemeinden              | Wahlbezirk Vöcklabruck |                                           |
| Leitgöb Franz                   | Landgemeinden              | Wahlbezirk Rohrbach    |                                           |
| Mayr Ferdinand                  | Landgemeinden              | Wahlbezirk Braunau     |                                           |
| Moser Philipp                   | Handels- und Gewerbekammer |                        |                                           |
| Muhr Michael                    | Städte und Industrialorte  | Wels                   | ab 23. November 1892 für Johann Schauer   |
| Obermayr Paul                   | Städte und Industrialorte  | Wahlbezirk Freistadt   |                                           |
| Pachta Alfons                   | Großer Grundbesitz         |                        |                                           |
| Pießlinger Michael              | Städte und Industrialorte  | Wahlbezirk Kirchdorf   | ab 24. Oktober 1893 für Max Edlbacher     |
| Plaß Johann                     | Landgemeinden              | Wahlbezirk Steyr       |                                           |
| Poeschl Rudolf                  | Städte und Industrialorte  | Wahlbezirk Rohrbach    |                                           |
| Prechtl Josef                   | Städte und Industrialorte  | Wahlbezirk Braunau     |                                           |
| Rammer Mathias                  | Landgemeinden              | Wahlbezirk Grein       |                                           |
| Rogl Johann                     | Landgemeinden              | Wahlbezirk Gmunden     |                                           |
| Roitinger Johann                | Landgemeinden              | Wahlbezirk Ried        |                                           |
| Schauer Johann                  | Städte und Industrialorte  | Wels                   | bis 24. September 1892                    |
| Schönlechner Erasmus            | Landgemeinden              | Wahlbezirk Steyr       |                                           |
| Strnadt Julius                  | Großer Grundbesitz         |                        |                                           |
| von Eigner Moritz               | Städte und Industrialorte  | Linz                   |                                           |
| von Gagern Karl                 | Großer Grundbesitz         |                        |                                           |
| von Hayden zu Dorff Eduard      | Großer Grundbesitz         |                        |                                           |
| Wagner Josef                    | Landgemeinden              | Wahlbezirk Vöcklabruck |                                           |
| Weinmayr Franz                  | Großer Grundbesitz         |                        |                                           |
| Wenger Josef                    | Städte und Industrialorte  | Wahlbezirk Vöcklabruck |                                           |
| Wimhölzel Johann Evangelist     | Handels- und Gewerbekammer |                        |                                           |
| Wührer Max                      | Landgemeinden              | Wahlbezirk Braunau     |                                           |
| Zaunegger Josef                 | Städte und Industrialorte  | Wahlbezirk Eferding    |                                           |
| Zehetmayr Johann                | Landgemeinden              | Wahlbezirk Wels        |                                           |
| Zehetmayr Johann                | Landgemeinden              | Wahlbezirk Schärding   |                                           |
| zu Salm-Reifferscheid Siegfried | Großer Grundbesitz         |                        |                                           |